# Dalmacija (traghetto)
Il Dalmacija è un traghetto appartenente alla compagnia di navigazione croata Jadrolinija.

## Caratteristiche
Il traghetto, spinto da due motori diesel Wärtsilä che gli permettono di raggiungere una velocità massima di 19 nodi, è in grado di trasportare un massimo di 370 auto e 1800 passeggeri. Il Dalmacija dispone di 207 cabine, due ristoranti e tre bar/caffetteria. A bordo sono presenti anche un cinema, un casinò ed una sala videogiochi. Il traghetto è di tipo Ro-Ro, ed è dotato di doppia apertura, sia della prua che del portellone a poppa

## Servizio
Varato il 29 gennaio 1993 nel cantiere navale Bruce's Shipyard di Landskrona con il nome di Bergen e completato nel Fosen Mekaniske Verksteder A/S di Rissa, viene consegnato il 19 giugno successivo alla Rutelaget Asköy-Bergen A/S. Il 27 giugno prende ufficialmente servizio nei collegamenti tra Bergen, Stavanger, Egersund e Hanstholm. Successivamente, nei mesi invernali lo scalo a Stavanger viene soppresso, mentre d'estate opera sulla Egersund-Hanstholm.
Nel giugno del 1994 Marine Atlantic avvia alcune trattative con la compagnia armatrice per acquistare il traghetto. Tuttavia l'affare non va in porto ed il traghetto continua ad operare per la Asköy-Bergen A/S.
Nel 1997 viene sottoposto ad importanti lavori di ammodernamento, durante i quali viene ampliato il negozio tax-free.
Nell'aprile del 1997 si arena, danneggiando le eliche e costringendo l'armatore a sottoporlo ai necessari lavori di manutenzione. Riparato, tre settimane dopo torna regolarmente in servizio.
Nel dicembre del 2002 viene stipulato un accordo con la DFDS per noleggiare a quest'ultima il traghetto a partire dall'aprile successivo.
Terminato il servizio il 7 aprile 2003, viene trasferito alla DFDS 3 giorni dopo, dalla quale viene ribattezzato Duchess of Scandinavia, prendendo servizio il 17 aprile nei collegamenti tra Cuxhaven ed Harwich.
Il 25 novembre 2004 viene venduto alla Bergensjord KS, continuando ad operare in noleggio alla DFDS.
Il 3 ottobre 2005, con la soppressione della linea, DFDS rescinde il contratto di noleggio ed il traghetto fa ritorno sotto le insegne della North Atlantic Line. 
Ribattezzato il 12 ottobre Atlantic Traveller, prende servizio il 17 novembre nei collegamenti tra Bergen, Haugesund, Egersund e Hanstholm.

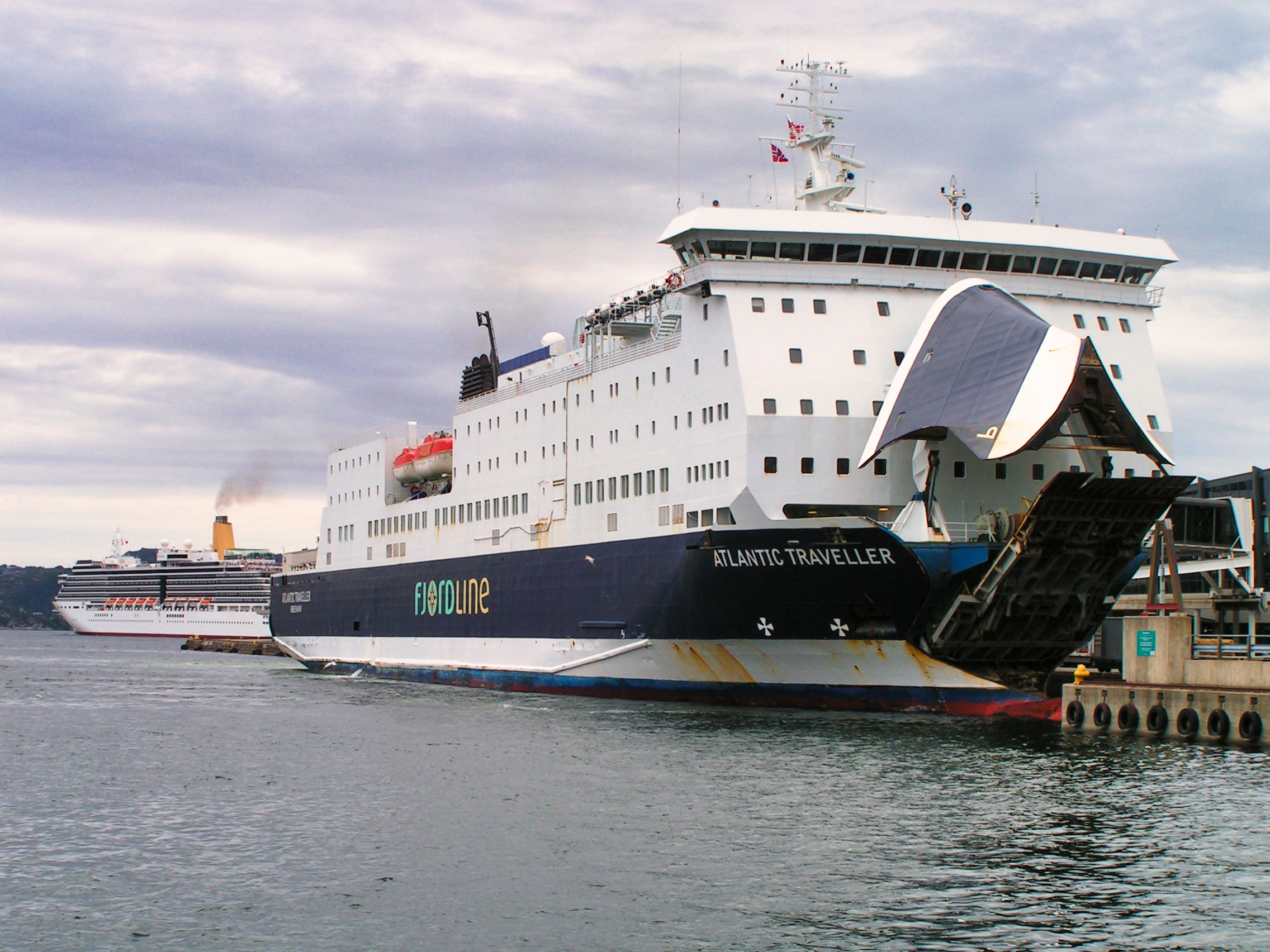
L'Atlantic Traveller in arrivo a Bergen nel 2006.

Il 28 giugno 2007 entra in collisione con la diga foranea del porto di Hanstholm, riportando ingenti danni allo scafo, Posto fuori servizio, viene riparato, tornando in linea il 5 luglio successivo.
L'8 gennaio 2008 viene ribattezzato Bergensfjord.
Dal 24 gennaio all'aprile del 2008 opera nei collegamenti tra Hanstholm e Kristiansand.
Il 23 febbraio 2008, a causa delle condizioni meteo avverse, un camion si ribalta nel garage del traghetto durante la navigazione.
Nel marzo del 2008 viene registrato alla Fjordline.
Il 28 ottobre 2008 prende servizio nei collegamenti tra Hirtshals, Stavanger e Bergen.

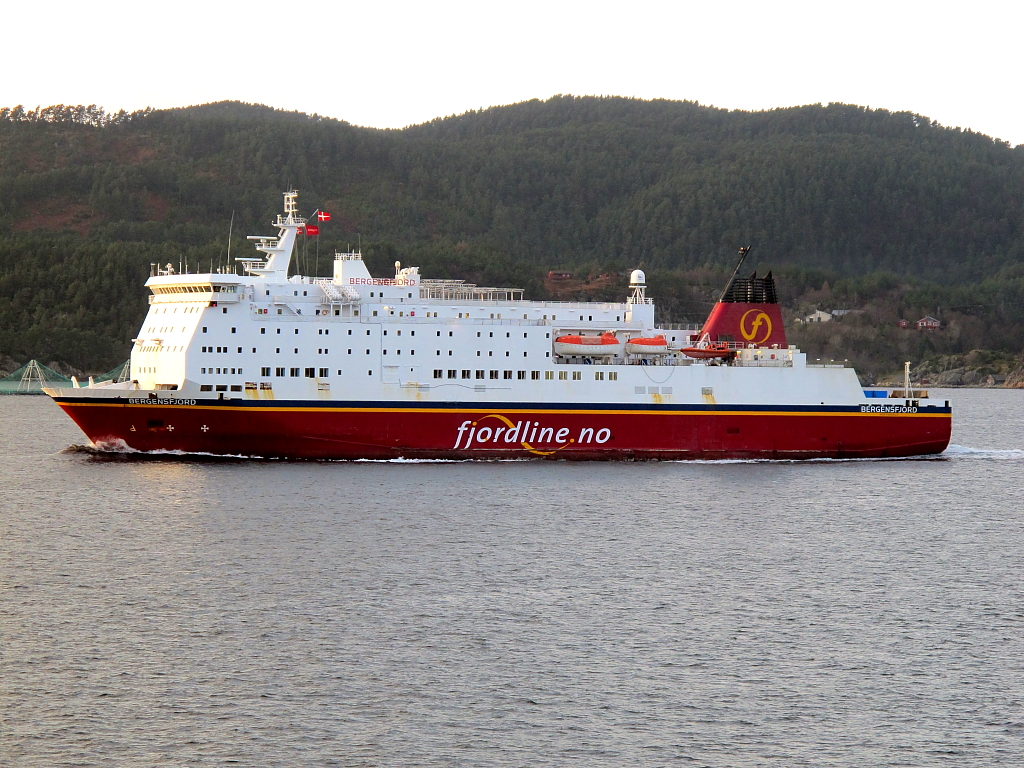
Il Bergensfjord in navigazione nel 2009.

Dal 14 luglio al 23 dicembre 2013 opera anche sulla Hirtshals-Langesund.
Dal 15 gennaio al 31 maggio 2015 viene sottoposto a lavori di ammodernamento, ristrutturazione ed ampliamento nei cantieri navali STX Finland di Rauma. Durante i lavori, viene ribattezzato Oslofjord. Dal 20 giugno 2014, prende servizio nei collegamenti tra Strömstad e Sandefjord.

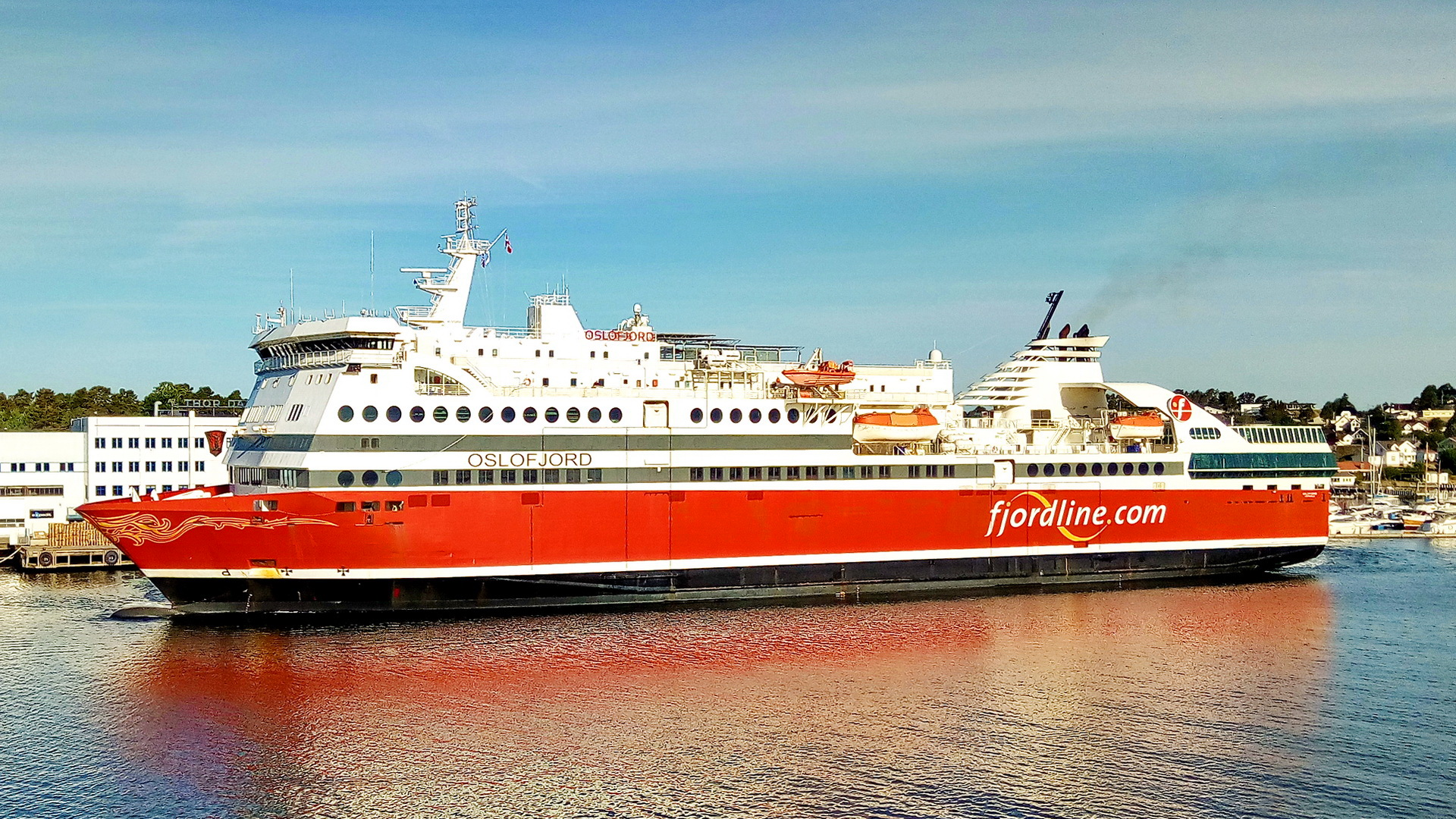
L'Oslofjord in navigazione nei pressi di Sandefjord nel 2018.

Il 15 marzo 2020 viene disarmato in seguito alla chiusura delle frontiere a causa della pandemia di COVID-19.
Dal 18 giugno al 3 luglio 2020 opera nei collegamenti tra Langesund e Hirtshals. Successivamente, torna in disarmo a Sandefjord.
Dal 3 luglio al 30 dicembre 2021 opera sulla Sandefjord-Strömstad. Dal 1º al 25 gennaio 2022 viene disarmato ad Odense. Dal giorno seguente, torna regolarmente in servizio sulla stessa rotta.
Da 5 al 7 luglio 2023 viene fermato dalle autorità danesi in seguito ad un'ispezione.
Il 24 ottobre 2023, con la soppressione della rotta da parte della Fjord Line, viene disarmato a Sandefjord e successivamente trasferito ad Hirtshals.
Il 2 dicembre 2023 ne viene annunciata la cessione alla Jadrolinija, dalla quale viene ribattezzato Dalmacija il 1º marzo 2024. Consegnato il 12 marzo al nuovo armatore, salpa da Hirtshals il 7 aprile, giungendo a Rijeka undici giorno dopo.
Il 3 giugno 2024 prende servizio nei collegamenti tra Dubrovnik e Bari.
Il 25 agosto 2024 viene trasferito nei collegamenti tra Spalato, Vela Luka ed Ubli.
Nell'aprile del 2025 prende servizio nei collegamenti tra Spalato e Stari Grad.
Nel maggio del 2025 torna in servizio nei collegamenti tra Bari e Dubrovnik.
Dal 1º luglio 2025 opererà nei collegamenti tra Bari ed Antivari per conto della compagnia di navigazione montenegrina Barska Plovidba, in partnership con la Jadrolinija.